# Damian Schulz
Damian Schulz (Lębork, 26 febbraio 1990) è un pallavolista polacco, schiacciatore e opposto dello Skra Bełchatów.

## Carriera

### Club
La carriera di Damian Schulz inizia nella stagione 2011-12 quando escordisce con il Joker Piła in I liga. Resta nella stessa categoria sia nella stagione 2012-13 vestendo la maglia del Poznań, che in quella 2013-14 con quella del Siedlce.
Nell'annata 2014-15 viene ingaggiato dal Trefl Gdańsk, in Polska Liga Siatkówki, con cui vince due Coppe di Polonia, venendo premiato come MVP nell'edizione 2017-18, e la Supercoppa polacca 2015.
Nella stagione 2018-19 si accasa all'Asseco Resovia di Rzeszów, sempre in PlusLiga, dove rimane per un biennio prima di trasferirsi all'AZS Olsztyn per l'annata 2020-21 e quindi allo Skra Bełchatów per quella seguente.

### Nazionale
Nel 2015 ottiene le prime convocazioni nella nazionale polacca, con cui conquista, nel 2018, la medaglia d'oro al campionato mondiale

## Palmarès

### Club
- Coppa di Polonia: 2

2014-15, 2017-18
- Supercoppa polacca: 1

2015

### Nazionale (competizioni minori)
- Memorial Hubert Wagner 2018

### Premi individuali
- 2018 - Coppa di Polonia: MVP